# Светско првенство у скоковима у воду 2017 — торањ 10 м синхронизовано за мушкарце
Такмичење у скоковима у воду за мушкарце у дисциплини торањ 10 метара синхронизовано на Светском првенству у скоковима у воду 2017. одржано је 17. јул 2017. године као део програма Светског првенства у воденим спортовима. Такмичења су се одржала у базену Дунав арене у Будимпешти (Мађарска).
Учестовало је укупно 13 парова из исто толико земаља (укупно 26 такмичара). Титулу светских првака освојио је кинески пар Чен Ајсен − Јанг Хао који је убедљиво тријумфовао са 498,48 бодова, испред руског пара Александар Бондар & Виктор Минибајев и искусних Немаца Хауздинга и Клајна.

## Освајачи медаља
|                             | Резултат |                                               | Резултат |                                        | Резултат |
|                             |          |                                               |          |                                        |          |
| Кина · Чен Ајсен · Јанг Хао | 498,48   | Русија · Александар Бондар · Виктор Минибајев | 458,85   | Немачка · Патрик Хауздинг · Саша Клајн | 440,82   |

## Резултати
Такмичење је одржано 17. јуна, квалификације у подневним часовима (од 13:00), а финале у вечерњем делу програма истог дана од 18:30 часова.
| ПЛ. | Репрезентација   | Скакачи                              | Квалификације | Квалификације | Финале            | Финале            |
| ПЛ. | Репрезентација   | Скакачи                              | Бодови        | Плас.         | Бодови            | Плас.             |
| --- | ---------------- | ------------------------------------ | ------------- | ------------- | ----------------- | ----------------- |
|     | Кина             | Чен Ајсен Јанг Хао                   | 466,44        | 1.            | 498,48            | 1.                |
| 2   | Русија           | Александар Бондар Виктор Минибајев   | 415,02        | 4.            | 458,85            | 2.                |
| 3   | Немачка          | Патрик Хауздинг Саша Клајн           | 412,92        | 5.            | 440,82            | 3.                |
| 04. | Велика Британија | Том Дејли Данијел Гудфелоу           | 433,14        | 2.            | 418,02            | 4.                |
| 05. | Украјина         | Максим Долгов Александар Горшковозов | 419,01        | 3.            | 416,31            | 5.                |
| 06. | Сједињене Државе | Стил Џонсон Брендон Лоскјаво         | 406,53        | 8.            | 406,83            | 6.                |
| 07. | Јужна Кореја     | Ким Јоннам Ву Харам                  | 378,36        | 10.           | 391,17            | 7.                |
| 08. | Aустралија       | Домоник Беџгуд Деклан Стејси         | 388,20        | 9.            | 387,30            | 8.                |
| 09. | Јерменија        | Владимир Харутјунјан Лев Саргсјан    | 368,40        | 11.           | 385,20            | 9.                |
| 10. | Mексико          | Хосе Белеца Кевин Берлин             | 411,72        | 6.            | 378,48            | 10.               |
| 11. | Северна Кореја   | Хјон Илмјонг Ри Хјонју               | 409,95        | 7.            | 372,24            | 11.               |
| 12. | Белорусија       | Артјом Баруски Вадим Каптур          | 361,83        | 12.           | 362,04            | 12.               |
| 13. | Колумбија        | Кевин Гарсија Виктор Ортега          | 333,96        | 13.           | Нису се пласирали | Нису се пласирали |